# Проклятие Малдуна
Проклятие Малдуна (англ. Curse of Muldoon) — предполагаемое спортивное проклятие, которое якобы преследовало хоккейную команду НХЛ «Чикаго Блэкхокс» и, согласно поверию, не позволяло ей занимать первое место в регулярном чемпионате НХЛ. Считается, что проклятие «действовало» с 1938 по 1967 годы. Единственным источником упоминания проклятия считается пресса, журналисты которой и выдумали всю историю.

## Предыстория
Первый сезон клуба в НХЛ 1926/1927 был относительно успешным: в гонке бомбардиров рядом расположились игроки трио нападения «ястребов» — Микки Маккей, Бейб Дай и Дик Ирвин. Команда же проиграла первый раунд Кубка Стэнли «Бостон Брюинз», после чего владелец клуба Фредерик Маклафлин уволил главного тренера Пита Малдуна. Журналист Джим Коулмен из газеты Globe and Mail (Торонто) в 1943 году написал, что увольнение Малдуна обернулось грандиозным скандалом: Маклафлин считал, что «Блэкхоукс» спокойно финишируют первыми в Американском дивизионе НХЛ, а Малдун возражал. В итоге Маклафлин уволил его, хотя Малдун пригрозил в ответ:

Увольте меня, шеф, и вы никогда не займёте первое место. Я наложу проклятие на эту команду, которое будет действовать до конца времён.
Оригинальный текст (англ.)Fire me, Major, and you'll never finish first. I'll put a curse on this team that will hoodoo it until the end of time.

## Действие
В то время занять первое место в регулярном чемпионате считалось не менее ценным, чем выиграть Кубок Стэнли. Блэкхоукс выиграли Кубок Стэнли в 1934, 1938 и 1961 годах, победив соответственно «Детройт Ред Уингз», «Торонто Мэйпл Лифс» и снова «Детройт Ред Уингз», но при этом ни разу не занимали первое место в регулярном первенстве. Считалось, что проклятие вступило в силу в 1938 году. В 1967 году, когда заканчивалась эпоха «Оригинальной шестёрки», «ястребы» неожиданно заняли первое место в регулярном первенстве НХЛ — тогда минуло 23 года с момента смерти Маклафлина. Однако в полуфинале Кубка Стэнли они проиграли «Мэйпл Лифс».
После этого журналист Джим Коулмен сознался, что всю историю с проклятием он выдумал, просто потому что у него был творческий кризис и он не мог успеть уложиться в сроки с написанием адекватной статьи. Тем не менее, с момента первой победы в регулярном чемпионате НХЛ 1967 года «Чикаго Блэкхоукс» финишировали ещё 13 раз на первом месте регулярного первенства: 1967, 1970, 1971, 1972, 1973, 1976, 1978, 1979, 1980, 1983, 1986, 1990, 1991, 1993, 2010 и 2013. Команда вышла восемь раз в финал Кубка Стэнли: 1962, 1965, 1971, 1973, 1992, 2010, 2013 и 2015. Однако долгожданную с 1961 года победу в Кубке Стэнли они смогли одержать только в 2010 году, победив клуб «Филадельфия Флайерз» — по времени продолжительности без побед в Кубке Стэнли «ястребы» занимают второе место среди клубов НХЛ (первое место — у «Нью-Йорк Рейнджерс», которые не побеждали с 1940 по 1994 годы). Ещё две победы «ястребы» одержали в 2013 и 2015 годах. Более того, в плей-офф Кубка Стэнли 2009 года они продвинулись впервые дальше первого раунда с 1995 года (дошёл до финала и уступил «Детройту»), а в финале 2010 года оказались впервые с 1992 года, когда проиграли «Питтсбург Пингвинз».